# Escola de Kioto
L'Escola de Kioto (京都学派, Kyōto gakuha) és una escola filosòfica japonesa, fundada per Kitarō Nishida (1870-1945), que cerca de conjugar la filosofia occidental amb l'espiritualitat que neix de les tradicions de l'extrem orient, i que ha continuat gràcies al treball de nombrosos pensadors com Hajime Tanabe, Miki Kiyoshi, Hisamatsu Shinitchi, Nishitani Keiji, Masao Abe i Shizuteru Ueda. Es tracta de la primera escola de filosofia japonesa fundada després de l'Era Meiji (moment en el qual el Japó es va obrir a la ciència i a la filosofia occidental).